# حقیقت تلخ (آلبوم اونسنس)
حقیقت تلخ پنجمین آلبوم استودیویی از گروهٔ راک آمریکایی اونسنس می‌باشد که پس از به تاخیر افتادن به‌دلیل همه‌گیری بالاخره در ۲۶ مارس سال ۲۰۲۱ منتشر شد. این آلبوم نخستین آلبوم این گروه پس از بیش‌تر از سه سال است که به‌دنبال آمایش در سال ۲۰۱۷ آمده‌است.

## فهرست ترانه‌ها
| بررسی جمعی          | بررسی جمعی |
| منبع                | رتبه‌بندی   |
| ------------------- | ---------- |
| متاکریتیک           | ۷۹/۱۰۰     |
| بررسی انتقادی       |            |
| منبع                | رتبه‌بندی   |
| آل‌میوزیک            | [ ۲ ]      |
| کانسیکوئنس او ساوند | A-         |

| فهرست قطعه‌های «حقیقت تلخ» | فهرست قطعه‌های «حقیقت تلخ» | فهرست قطعه‌های «حقیقت تلخ»                     | فهرست قطعه‌های «حقیقت تلخ» |
| شماره                     | نام                       | نویسنده(ها)                                   | مدت                       |
| ------------------------- | ------------------------- | --------------------------------------------- | ------------------------- |
| ۱.                        | «مصنوع/چرخش»              | ایمی لی                                       | ۲:۲۶                      |
| ۲.                        | «درخشش تکّه‌های شکسته»      | لی تیم مک‌کورد تروی لاوهورن ویل هانت جن ماجورا | ۳:۵۰                      |
| ۳.                        | «بازی تمام است»           | لی مک‌کورد لاوهورن هانت                        | ۴:۲۲                      |
| ۴.                        | «آره، درسته»              | لی ویل بی. هانت                               | ۳:۲۹                      |
| ۵.                        | «تغذیهٔ تاریکی»            | لی مک‌کورد لاوهورن هانت بی. هانت               | ۴:۱۴                      |
| ۶.                        | «به‌خاطر تو تباه شدم»      | لی مک‌کورد لاوهورن هانت مارجورا                | ۴:۲۴                      |
| ۷.                        | «بهتر بدون تو»            | لی مک‌کورد لاوهورن هانت نیک راسکولینز          | ۴:۰۵                      |
| ۸.                        | «از صدایم استفاده کن»     | لی مک‌کورد لاوهورن هانت مارجورا دینا جیکوب     | ۴:۰۱                      |
| ۹.                        | «پناه بگیر»               | لی مک‌کورد لاوهورن هانت بی. هانت               | ۳:۱۴                      |
| ۱۰.                       | «دور از بهشت»             | لی                                            | ۴:۵۷                      |
| ۱۱.                       | «پارهٔ من»                 | لی مک‌کورد لاوهورن هانت مارجورا                | ۳:۵۹                      |
| ۱۲.                       | «باور کور»                | لی مک‌کورد لاوهورن هانت                        | ۴:۱۳                      |
| مجموع مدت:                | مجموع مدت:                | مجموع مدت:                                    | ۴۷:۱۹                     |

| قطعه‌های اضافی | قطعه‌های اضافی     | قطعه‌های اضافی |
| شماره         | نام               | مدت           |
| ------------- | ----------------- | ------------- |
| ۱۳.           | «تابستان بیدادگر» | ۳:۲۳          |
| ۱۴.           | «زنجیر»           | ۴:۱۲          |
| مجموع مدت:    | مجموع مدت:        | ۷:۳۵          |